# Johnny Warren

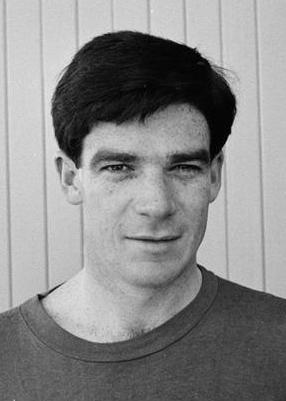
Johnny Warren (1968)

John Norman „Johnny“ Warren MBE, OAM (* 17. Mai 1943 in Randwick (Sydney); † 6. November 2004) war ein australischer Fußballspieler. Warren, der auch unter dem Namen Captain Socceroo bekannt wurde, war langjähriger Kapitän der australischen Nationalmannschaft. Er bestritt 62 Länderspiele.

## Karriere

### Spieler und Trainer
Nachdem er in der Jugend für die Botany Methodists und die Earlwood Wanderers gespielt hatte, wechselte Warren 1959 als Fünfzehnjähriger zu Canterbury-Marrickville. Zunächst spielte er in der dritten Mannschaft des Klubs, bevor er im Laufe des Jahres zur Kampfmannschaft kam.
Im Jahr 1963 wechselte Warren zu St. George Budapest, wo er essentiell bis zu seinem Karriereende 1974 blieb. Im zweiten Halbjahr 1964 wechselte er nach England zum Viertdivisionär Stockport County was aber nicht besonders erfolgreich war. Er blieb ohne Einsatz und war kehrte bereits zum Jahreswechsel nach Sydney zurück. In seiner 12-jährigen Zeit bei St. George gewann Warren drei NSW-Staatsliga-Grand-Finals, eine Premiership und zweimal den Staatspokal. Seine letzte Aktion als Spieler war der Siegtreffer für St. George im Finale der NSW Staatsliga 1974 gegen Hakoah Eastern Suburbs, das 4:2 endete. Unmittelbar nach dem Tor wechselte er sich, er war in jenem Jahr Spielertrainer, selbst aus.
Warren gab sein Länderspieldebüt für Australien im November 1965 gegen Kambodscha in Phnom Penh. Er bestritt 42 Länderspiele, darunter ein Spiel bei der ersten Teilnahme Australiens an einer Weltmeisterschaft 1974 in Deutschland.
1977–1979 war er Trainer von Canberra City.

### Leben nach  dem Fußball
Anschließend arbeitete Warren erfolgreich als Trainer, TV-Kommentator und Buchautor.
Königin Elisabeth II. ehrte Warren 1973 als Member of the British Empire (MBE). Im Jahr 1988 wurde er in die Hall of Fame der 200 bedeutendsten Australier aufgenommen. 2002 wurde er für Verdienste um den Fußball als Spieler, Trainer und Sportjournalist mit der Medaille des Order of Australia ausgezeichnet.
Im Juli 2004 hatte er von FIFA-Präsident Sepp Blatter in Sydney den Verdienstorden des Weltverbandes erhalten. Er stand damit auf einer Stufe mit Fußballgrößen wie dem Niederländer Johan Cruyff, Eusebio und auch Franz Beckenbauer. Auch sie haben diese Auszeichnung erhalten. Bei der Preisverleihung im Juli waren die Spuren seiner Krankheit bereits deutlich erkennbar.
Warren starb am 6. November 2004 im Alter von 61 Jahren an Lungenkrebs, an dem er zwei Jahre zuvor erkrankt war. Er erhielt als bislang einziger Sportler Australiens ein Staatsbegräbnis.
Bereits seit 1990 wird alljährlich die Johnny Warren Medal für den besten Spieler der australischen Vereinswettbewerbe verliehen.